# Jackie Stallone
Jacqueline Frances Stallone, mer känd som Jackie Stallone, född Labofish den 29 november 1921 i Washington, D.C., död 21 september 2020  i Los Angeles, Kalifornien, var en amerikansk astrolog, dansare och promotor för kvinnlig wrestling. Hon var mor till skådespelaren Sylvester Stallone och sångaren Frank Stallone som hon fick tillsammans med ex-maken Frank Stallone Sr., samt till skådespelerskan Toni D'Alto som hon fick med sin andra ex-make Anthony Filiti. Hon hade totalt sju barnbarn, varav två är Sage (dog 2012) och Sistine Stallone.